# フラミンゴ (彫像)

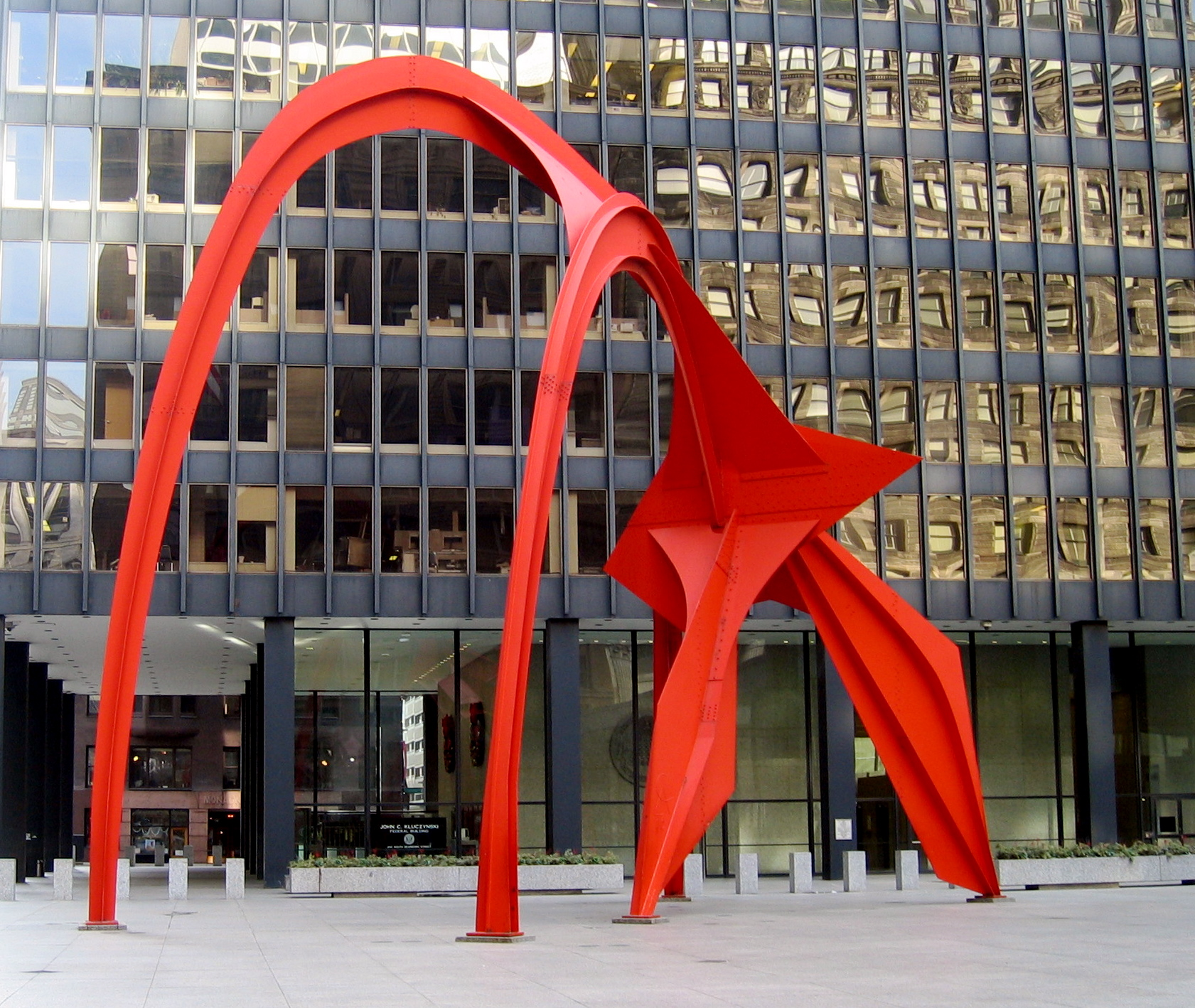

フラミンゴ（Flamingo）は、アメリカ合衆国イリノイ州シカゴにあるアレクサンダー・カルダー作の巨大彫像(パブリックアート)。シカゴダウンタウンのループ地域にある連邦政府センタープラザ内、クルズィンスキービル正面に所在。
高さ16mのスタビル(原色の金属板の立体構成による動かない作品)。米国一般調達局(General Services Administration)の委託により1974年に公開されたが、カルダーが彫刻に残したサインによれば1973年製作であることがうかがわれる。

## 特質
フラミンゴは重さ50トンの鋼鉄製で、朱色に塗られている。後に「カルダーの赤」と呼ばれるようになるその朱色で塗ることにより、カルダーは周囲の連邦政府センタービル(ミース・ファン・デル・ローエ設計)を含む黒の鋼鉄製オフィスビル群との対比を試みた。
カルダーが開発したこのスタビルと呼ばれる芸術形式は、完全固定式の抽象構造であり、空気の流れによって動くモビールとは正反対のものである。

## 製作委託と公開
カルダーはその確立された国際的な評価に基づきフラミンゴの設計を委託された。長方形の現代的なビルに囲まれた空間には、カルダーの巨大なスタビルがもたらすアーチ型の形状と動的な外見が求められたのである。
フラミンゴは、「パーセント・フォー・アート」プログラムに基づいて米国一般調達局が委託した最初の芸術作品である。同プログラムでは、事業予算の1％をパブリックアートに振り分けることとされている。
カルダーはフラミンゴの模型を1973年4月23日にシカゴ美術館で公開した。翌1974年10月25日、フラミンゴが初めて公開され、また同日にシアーズ・タワー(現在のウィリス・タワー)でカルダー作のモビール「ユニバース(Universe)」も公開された。当日は「アレクサンダー・カルダーの日」とされ、サーカスのパレードが行われた。

## 空間的な関係
大規模な彫刻でありながら、見る者はその下や周りを歩き回ることによって人間的な規模で知覚できる。自然界・動物界を暗示する『フラミンゴ』の形状は、それ以前の時代の彫刻におけるよりリテラルな解釈とは明確な対比を見せている。また、小さな部分要素を組み合わせて作られた構造から、20世紀初期のロシアに源流をもつ構成主義の著名な例に挙げられている。
連邦プラザ内の郵便局には『フラミンゴ』の模型が置かれている。